# Darko Čeferin
Darko Čeferin (Kranj, 7 november 1968) is een Sloveens voormalig voetbalscheidsrechter. Hij was in dienst van FIFA en UEFA tussen 2000 en 2012. Ook leidde hij wedstrijden in de Prva Liga.
Op 23 juni 2001 maakte Čeferin zijn debuut in Europees verband tijdens een wedstrijd tussen Gloria Bistrița en Jazz Pori in de eerste ronde van de UEFA Intertoto Cup; het eindigde in 2–1 en de scheidsrechter trok tweemaal de gele en eenmaal de rode kaart. Zijn eerste interland floot hij op 15 november 2000, toen San Marino met 0–1 verloor van Letland door een doelpunt van Aleksandrs Jelisejevs. Tijdens deze wedstrijd deelde Čeferin twee gele kaarten uit aan dezelfde speler. Aan het einde van het seizoen 2013/14 zette de Sloveen een punt achter zijn actieve loopbaan als scheidsrechter.

## Interlands
| Datum            | Plaats                       | Wedstrijd                    | Uitslag | Competitie           | Kreeg geel | Kreeg voor de tweede keer geel en dus rood | Weggestuurd |
| ---------------- | ---------------------------- | ---------------------------- | ------- | -------------------- | ---------- | ------------------------------------------ | ----------- |
| 15 november 2000 | Serravalle, San Marino       | San Marino – Letland         | 0 – 1   | WK 2002 kwalificatie | 1          | 1                                          | 0           |
| 24 maart 2001    | Alicante, Spanje             | Spanje – Liechtenstein       | 5 – 0   | WK 2002 kwalificatie | 3          | 0                                          | 0           |
| 25 april 2001    | Praag, Tsjechië              | Tsjechië – België            | 1 – 1   | Vriendschappelijk    | 1          | 0                                          | 0           |
| 22 juli 2001     | Bihać, Bosnië en Herzegovina | Bosnië en Herzegovina – Iran | 2 – 2   | Vriendschappelijk    | 3          | 0                                          | 0           |
| 13 februari 2002 | Rijeka, Kroatië              | Kroatië – Bulgarije          | 0 – 0   | Vriendschappelijk    | 2          | 0                                          | 0           |
| 16 oktober 2002  | Athene, Griekenland          | Griekenland – Armenië        | 2 – 0   | EK 2004 kwalificatie | 3          | 0                                          | 0           |
| 2 april 2003     | Trnava, Slowakije            | Slowakije – Liechtenstein    | 4 – 0   | EK 2004 kwalificatie | 7          | 0                                          | 0           |
| 6 september 2003 | Glasgow, Schotland           | Schotland – Faeröer          | 3 – 1   | EK 2004 kwalificatie | 3          | 0                                          | 0           |
| 28 april 2004    | Coimbra, Portugal            | Portugal – Zweden            | 2 – 2   | Vriendschappelijk    | 3          | 0                                          | 0           |
| 6 juni 2004      | Saint-Denis, Frankrijk       | Frankrijk – Oekraïne         | 1 – 0   | Vriendschappelijk    | 3          | 0                                          | 0           |
| 17 november 2004 | Tbilisi, Georgië             | Georgië – Denemarken         | 2 – 2   | WK 2006 kwalificatie | 2          | 0                                          | 0           |
| 2 september 2006 | Riga, Letland                | Letland – Zweden             | 0 – 1   | EK 2008 kwalificatie | 4          | 0                                          | 0           |
| 24 maart 2007    | Tallinn, Estland             | Estland – Rusland            | 0 – 2   | EK 2008 kwalificatie | 2          | 0                                          | 0           |
| 22 augustus 2007 | Oslo, Noorwegen              | Noorwegen – Argentinië       | 2 – 1   | Vriendschappelijk    | 3          | 0                                          | 0           |
| 24 mei 2008      | Rijeka, Kroatië              | Kroatië – Moldavië           | 1 – 0   | Vriendschappelijk    | 3          | 0                                          | 0           |
| 27 mei 2008      | Kaiserslautern, Duitsland    | Duitsland – Wit-Rusland      | 2 – 2   | Vriendschappelijk    | 2          | 0                                          | 0           |
| 20 augustus 2008 | Lancy, Zwitserland           | Zwitserland – Cyprus         | 4 – 1   | Vriendschappelijk    | 2          | 0                                          | 0           |
| 11 oktober 2008  | Tórshavn, Faeröer            | Faeröer – Oostenrijk         | 1 – 1   | WK 2010 kwalificatie | 2          | 0                                          | 0           |
| 12 augustus 2009 | Kiev, Oekraïne               | Oekraïne – Turkije           | 0 – 3   | Vriendschappelijk    | 4          | 0                                          | 0           |